# Zündplättchen

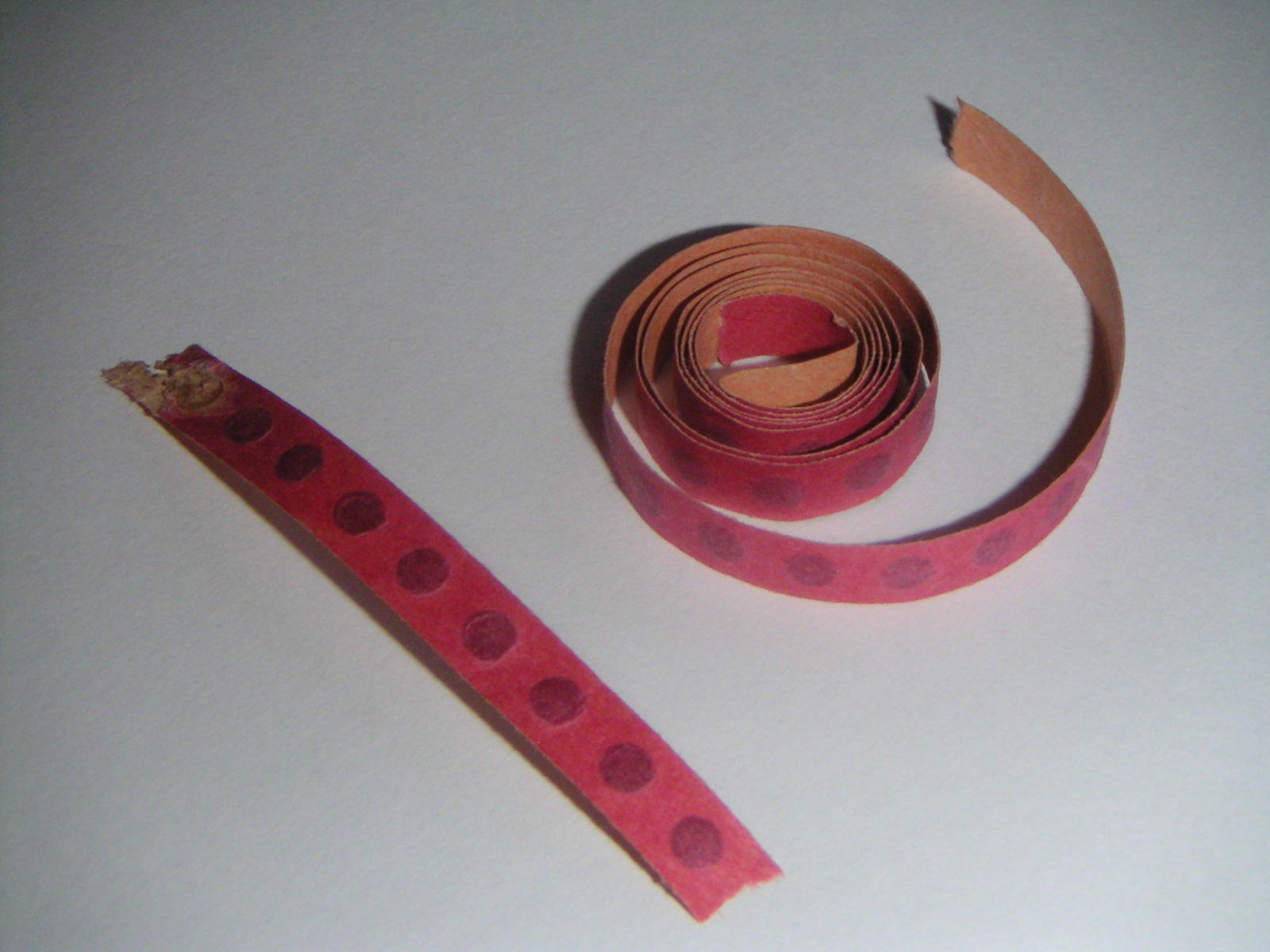
Zündplättchen in Bandform

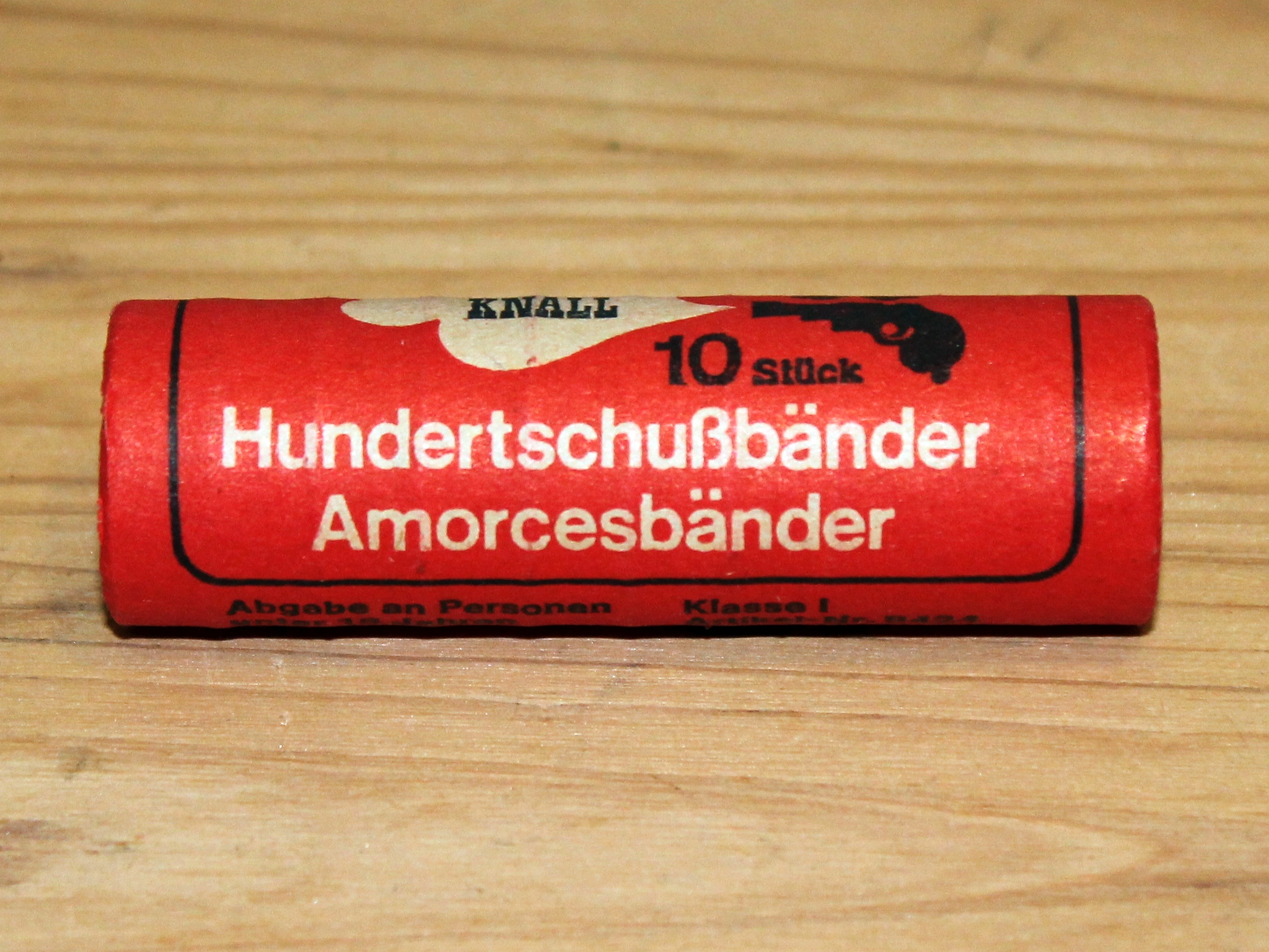
10er-Packung Hundertschußbänder

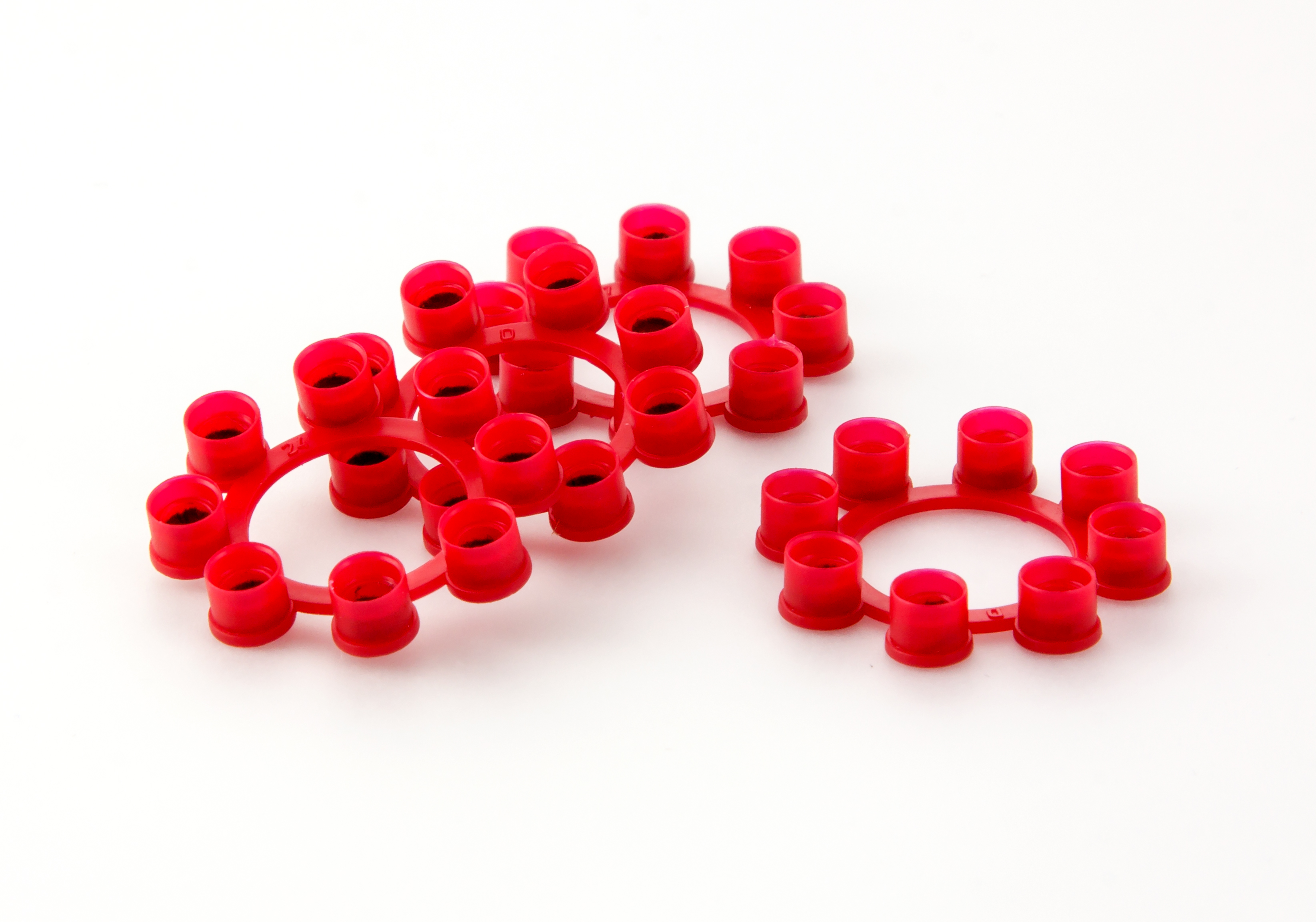
Achtschüssige Kunststoff-Ringe

Ein Zündplättchen (umgangssprachlich auch Knallplättchen) ist eine pyrotechnische Munition für Spielzeugwaffen, mit der ein Schussgeräusch imitiert wird. Zündplättchen erzeugen lediglich einen lauten Knall und ein wenig Rauch mit einem charakteristischen Geruch. Die Zündmasse besteht aus Kaliumchlorat, Antimon(III)-sulfid und rotem Phosphor. Die Ladungen werden beim Betätigen des Abzugs durch einen starken Aufprall eines Metallteiles in der Spielzeugwaffe gezündet. Zündplättchen, Zündringe und Zündbänder sind Ausführungsformen für verschiedene Waffen.
Das Knallgeräusch kann beim Abfeuern der Waffe dicht am Ohr zu Hörschäden führen. In der Europäischen Union gilt daher eine Obergrenze von 125 Dezibel (C) peak in 0,5 m Entfernung.

## Etymologie
Die Zündplättchen werden häufig auch „Amorces“ genannt, was wohl von französisch amorcer ‚zünden, scharf machen‘ stammt.

## Geschichte
Den Zündplättchen sehr ähnliche Zündkapselstreifen wurden als Zündmittel für manche Perkussionswaffen (wie zum Beispiel den Maynard-Karabiner) entwickelt. Die Zündung mittels Zündkapselstreifen setzte sich aus verschiedenen Gründen nicht durch. So musste in den Piston eingeschlagenes Zündbandmaterial umständlich entfernt werden.

## Formen
- Kunststoff-Ringe (8er, 12er)
- Kunststoff-Wenderinge (2 × 12er)
- Kunststoff-Streifen (13er, 25er, 50er)
- Papierstreifen (100er)
- einzelne Papierplättchen